# Gouvernement Nano IV
 (janvier 2023).
Si vous disposez d'ouvrages ou d'articles de référence ou si vous connaissez des sites web de qualité traitant du thème abordé ici, merci de compléter l'article en donnant les références utiles à sa vérifiabilité et en les liant à la section « Notes et références ».
République d'Albanie
Majko II Berisha I
Le gouvernement Nano IV (en albanais : Qeveria Nano (4)) est le gouvernement de la république d'Albanie entre le 31 juillet 2002 et le 11 septembre 2005, durant la Ve législature de l'Assemblée.

## Historique du mandat
Dirigé par l'ancien Premier ministre socialiste Fatos Nano, ce gouvernement est constitué et soutenu par une coalition entre le Parti socialiste d'Albanie (PSSh), le Parti social-démocrate d'Albanie (PSD), le Parti agrarien d'Albanie (PASh) et le Parti de l'Union pour les droits de l'homme (PBDNJ). Ensemble, ils disposent de 83 députés sur 140, soit 59,3 % des sièges de l'Assemblée.
Il est formé à la suite de la démission de Pandeli Majko, au pouvoir depuis février 2002.
Il succède donc au gouvernement Majko II, constitué et soutenu par une coalition identique.

### Formation
Le 25 juillet 2002, au lendemain de l'entrée en fonction du président de la République Alfred Moisiu, la direction du PSSh propose que Fatos Nano, président du parti, reprenne le poste de Premier ministre. Majko remet alors sa démission au nouveau chef de l'État. Le nouvel exécutif, composé de 18 ministres dont une femme, est investi six jours après par l'Assemblée.

### Succession
Au cours des élections législatives du 3 juillet 2005, le Parti démocrate d'Albanie (PDSh) de Sali Berisha arrive en tête avec la majorité relative, tandis que le Parti socialiste perd 42 % de son groupe parlementaire. Incapable de se maintenir au pouvoir, Nano doit céder le pouvoir à Berisha. Ce dernier s'associe avec le Parti républicain d'Albanie (PRSh), ainsi que le Parti agrarien environnementaliste (PAA) et le PBDNJ, pour constituer en septembre son premier gouvernement.

## Composition

### Initiale (31 juillet 2002)
| Poste                                                   | Titulaire | Titulaire        | Parti |
| ------------------------------------------------------- | --------- | ---------------- | ----- |
| Premier ministre                                        |           | Fatos Nano       | PSSh  |
| Vice-Premier ministre Ministre des Affaires étrangères  |           | Ilir Meta        | PSSh  |
| Ministre de l'Ordre public et de l'Intérieur            |           | Luan Rama        | PSSh  |
| Ministre de la Défense                                  |           | Pandeli Majko    | PSSh  |
| Ministre de la Justice                                  |           | Koco Barka       | PBDNJ |
| Ministre des Affaires locales et de la Décentralisation |           | Ben Blushi       | PSSh  |
| Ministre des Finances                                   |           | Kastriot Islami  | PSSh  |
| Ministre des Travaux publics et du Tourisme             |           | Besnik Dervishi  | PSSh  |
| Ministre des Transports et des Télécommunications       |           | Spartak Poci     | PSSh  |
| Ministre de l'Éducation et de la Science                |           | Luan Memushi     | PSSh  |
| Ministre de la Santé                                    |           | Mustafa Xhani    | PSSh  |
| Ministre de l'Économie                                  |           | Arben Malaj      | PSSh  |
| Ministre de la Culture, de la Jeunesse et des Sports    |           | Arta Dade        | PSSh  |
| Ministre de l'Environnement                             |           | Lufter Xhuveli   | PA    |
| Ministre de l'Agriculture et de l'Alimentation          |           | Agron Duka       | Sans  |
| Ministre de l'Énergie et de l'Industrie                 |           | Viktor Doda      | PSSh  |
| Ministre du Travail et des Affaires sociales            |           | Valentina Leskaj | PSD   |
| Ministre pour l'Intégration européenne                  |           | Sokol Nako       | PSSh  |
| Ministre pour la Lutte contre la corruption             |           | Blendi Klosi     | PSSh  |

### Remaniement du22 juillet 2003
- Les nouveaux ministres sont indiqués en gras, ceux ayant changé d'attributions en italique.

| Poste                                                        | Titulaire | Titulaire           | Parti |
| ------------------------------------------------------------ | --------- | ------------------- | ----- |
| Premier ministre                                             |           | Fatos Nano          | PSSh  |
| Vice-Premier ministre Ministre pour l'Intégration européenne |           | Ermelinda Meksi     | PSSh  |
| Ministre des Affaires étrangères                             |           | Luan Hajdaraga a.i. | PSSh  |
| Ministre de l'Ordre public et de l'Intérieur                 |           | Luan Rama           | PSSh  |
| Ministre de la Défense                                       |           | Pandeli Majko       | PSSh  |
| Ministre de la Justice                                       |           | Koco Barka          | PBDNJ |
| Ministre des Affaires locales et de la Décentralisation      |           | Ben Blushi          | PSSh  |
| Ministre des Finances                                        |           | Kastriot Islami     | PSSh  |
| Ministre des Travaux publics et du Tourisme                  |           | Besnik Dervishi     | PSSh  |
| Ministre des Transports et des Télécommunications            |           | Spartak Poci        | PSSh  |
| Ministre de l'Éducation et de la Science                     |           | Luan Memushi        | PSSh  |
| Ministre de la Santé                                         |           | Mustafa Xhani       | PSSh  |
| Ministre de l'Économie                                       |           | Arben Malaj         | PSSh  |
| Ministre de la Culture, de la Jeunesse et des Sports         |           | Arta Dade           | PSSh  |
| Ministre de l'Environnement                                  |           | Lufter Xhuveli      | PA    |
| Ministre de l'Agriculture et de l'Alimentation               |           | Agron Duka          | Sans  |
| Ministre de l'Énergie et de l'Industrie                      |           | Viktor Doda         | PSSh  |
| Ministre du Travail et des Affaires sociales                 |           | Valentina Leskaj    | PSD   |
| Ministre pour la Lutte contre la corruption                  |           | Blendi Klosi        | PSSh  |

### Remaniement du29 décembre 2003
- Les nouveaux ministres sont indiqués en gras, ceux ayant changé d'attributions en italique.

| Poste                                                   | Titulaire | Titulaire       | Parti |
| ------------------------------------------------------- | --------- | --------------- | ----- |
| Premier ministre                                        |           | Fatos Nano      | PSSh  |
| Vice-Premier ministre                                   |           | Namik Dokle     | PSSh  |
| Ministre des Affaires étrangères                        |           | Kastriot Islami | PSSh  |
| Ministre de l'Ordre public et de l'Intérieur            |           | Igli Toska      | PSSh  |
| Ministre de la Défense                                  |           | Pandeli Majko   | PSSh  |
| Ministre de la Justice                                  |           | Fatmir Xhafa    | PSSh  |
| Ministre des Affaires locales et de la Décentralisation |           | Ben Blushi      | PSSh  |
| Ministre des Finances                                   |           | Arben Malaj     | PSSh  |
| Ministre du Territoire et du Tourisme                   |           | Bashkim Fino    | PSSh  |
| Ministre des Transports et des Télécommunications       |           | Spartak Poci    | PSSh  |
| Ministre de l'Éducation et de la Science                |           | Luan Memushi    | PSSh  |
| Ministre de la Santé                                    |           | Leonard Solis   | PBDNJ |
| Ministre de l'Économie                                  |           | Anastas Angjeli | PSSh  |
| Ministre de la Culture, de la Jeunesse et des Sports    |           | Blendi Klosi    | PSSh  |
| Ministre de l'Environnement                             |           | Ethem Ruka      | PSSh  |
| Ministre de l'Agriculture et de l'Alimentation          |           | Agron Duka      | Sans  |
| Ministre de l'Énergie et de l'Industrie                 |           | Viktor Doda     | PSSh  |
| Ministre du Travail et des Affaires sociales            |           | Engjell Bejtja  | PSD   |
| Ministre pour l'Intégration européenne                  |           | Ermelinda Meksi | PSSh  |